# Індикатор годинникового типу

Будова індикатора годинникового типу:
1 — Ручка для підйому і опускання вимірювального стрижня
2 — Кільце встановлення початку відліку
3 — Мала стрілка [мм]
4 — Уставні вказівки допуску
5 — Велика стрілка
6 — Кругова шкала індикатора
7 — Втулка вимірювального стрижня
8 — Вимірювальний стрижень
9 — Вимірювальний наконечник
10 — Відлікова (мала) шкала [мм

Індикатор з цифровою індикацією як альтернатива індикаторам годинникового типу

Індика́тор годиннико́вого ти́пу — прилад для вимірювання лінійних розмірів у якому шкала має колову форму (форму циферблата), на якій значення вимірюваної величини зчитується за показом стрілки (стрілок). Індикатори найчастіше оснащуються зубчастою передачею завдяки якій вказівна стрілка може виконувати декілька обертів у діапазоні вимірювань.

## Використання
Індикатори використовуються для вимірювання лінійних розмірів, визначення величини відхилень від заданої геометричної форми чи взаємного розташування поверхонь. Індикатор може використовуватись також як показувальний пристрій індикаторної скоби, індикаторного глибиноміра або індикаторного нутроміра.
Індикатори знайшли застосування у контрольно-вимірювальних операціях у машинобудуванні для проведення вимірів середньої точності у випадку, коли інші засоби вимірювань не забезпечують заданої точності. Використовується у виробництві для контролю точності встановлення предметів обробки на технологічному обладнанні та для контролю відхилень розмірів, форми та взаємного розміщення поверхонь деталей та вузлів.

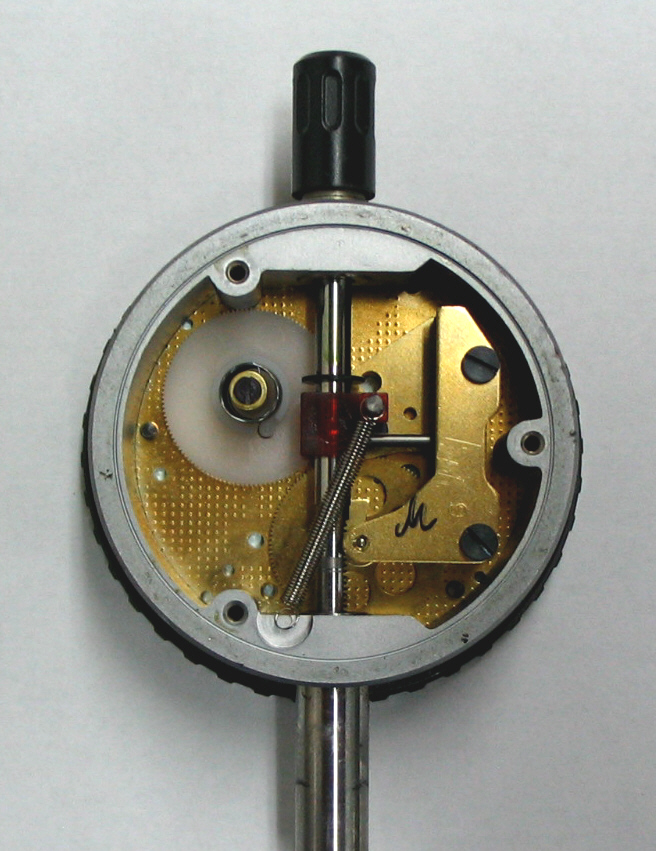
Механізм індикатора годинникового типу

## Будова
На лицьовому боці циферблата індикатора є дві стрілки і дві шкали; велика стрілка 5 над оцифрованою круговою шкалою 6 і мала стрілка 3 над відліковою (мала) шкалою 10. Кругова шкала індикатора має ціну поділки 0,01 мм, а відлікова шкала — 1 мм. Пересування вимірювального стрижня 8 на 1 мм викликає поворот стрілки 1 на 100 поділок (один повний оберт), а стрілки 4 на одну поділку. Діапазон вимірювань такого індикатора становить 0…10 мм. Шкала 6 індикатора разом із обідком при установці шкали на нульову поділку повертається відносно великої стрілки 5.
Конструкція індикатора годинникового типу являє собою вимірювальну голівку з поздовжнім пересуванням вимірювального наконечника 9. Основою індикатора є корпус, усередині якого змонтовано перетворювальний механізм — рейково-зубчаста передача. Крізь корпус у втулці 7 проходить вимірювальний стрижень 8 із наконечником 9. На стрижні нарізано рейку. Рухи вимірювального стрижня-рейки 8 передаються зубчастими колесами основній стрілці 5, величина повороту якої відлічується за круглою шкалою — циферблатом. Для установки на «0» кругла шкала повертається обідком.

## Похибки вимірювань
Допустима похибка вимірювань становить від 0,5 поділки в діапазоні ±10 поділок до 2-х поділок у повному діапазоні вимірювань.

## Переваги
Основні переваги індикатора годинникового типу — універсальність і простота використання при високій точності вимірювань. Однак останнім часом все більше застосування знаходять індикатори з цифровою індикацією вимірюваної величини. Аналогова індикація індикаторів годинникового типу має перевагу в тому, що покази приладу плавно змінюються відповідно до зміни контрольованого параметра у часі. Цей тип вимірювання зручно використовувати для динамічних вимірювань, наприклад, коли потрібно визначити осьове чи радіальне биття.

## Нормативні документи
- ДСТУ ГОСТ 577:2009 Индикаторы часового типа с ценой деления 0,01 мм. Технические условия (ГОСТ 577-82, IDT)
- PN-68/M-53260 Czujniki zębate zegarowe
- DIN 878 Dial gauges